# Ruta Provincial 63 (Santa Fe)
La Ruta Provincial 63 es una carretera de 280 km de jurisdicción provincial, ubicada verticalmente en la Provincia de Santa Fe, Argentina
Comienza en el acceso a la localidad de Santa Clara de Buena Vista y recorre horizontalmente una parte importante del centro de la geografía santafesina.
Aunque gran parte de su trazado es de tierra, en el sector de 7,8 kilómetros (entre San Vicente y María Juana) y en el acceso a Colonia Margarita es de asfalto. En los demás sectores cuenta con mínimo mantenimiento de la dirección de vialidad provincial de Santa Fe.

## Obras
En 2021, se realizó la licitación para la pavimentación de esta ruta.

## Localidades
Las ciudades y pueblos por los que pasa esta ruta de este a oeste son los siguientes (los pueblos con menos de 5.000 habitantes figuran en itálica).

### Provincia de Santa Fe
Recorrido: 79 km
- Departamento Las Colonias: Santa Clara de Buena Vista
- Departamento Castellanos: San Vicente, Colonia Margarita, María Juana, Garibaldi